# 萬直次
萬 直次（よろず なおじ、1902年1月5日 - 1973年12月12日）は、日本のジャーナリスト、新聞社経営者。元日本経済新聞社社長。北海道小樽市出身。

## 経歴
1926年に早稲田大学政経学部を卒業し、中外商業新報社（現日本経済新聞社）に入社。政治部記者・編集局次長・工務局長などを歴任し、1945年に取締役となる。その後常務・専務を経て、1956年社長に就任。就任後は積極的な経営政策をとり、設備の近代化・通信網の拡大・マーケティング活動の拡張などを推進した他、1964年には東京・大手町に新社屋を建設した。経済専門紙としての同紙の飛躍的な発展の基を築き、後任社長の圓城寺次郎とともに「中興の祖」と呼ばれる。1968年会長、1972年顧問。また、日本新聞協会会長もつとめ、日本記者クラブの創設や日本プレスセンタービルの設立などにも尽力した。